# تشيستر (كارولاينا الجنوبية)
تشيستر (بالإنجليزية: Chester, South Carolina)‏ هي مدينة تقع في الولايات المتحدة في Chester County.  يقدر عدد سكانها بـ 5,607 نسمة ومساحتها 8.2 كم2  وترتفع عن سطح البحر 163 متر.

## التركيبة السكانية
حدّد مكتب تعداد الولايات المتحدة بيانات التركيبة السكانية لتشيستر في تعداد الولايات المتحدة. في ما يلي، التركيبة السكانية حسب تعدادي 2000 و2010.

### تعداد عام 2000
بلغ عدد سكان تشيستر 6,476 نسمة بحسب تعداد عام 2000، وبلغ عدد الأسر 2,465 أسرة وعدد العائلات 1,640 عائلة مقيمة في المدينة. في حين سجلت الكثافة السكانية 756.5 نسمة لكل كيلومتر مربع (1,959.3/ميل2). وبلغ عدد الوحدات السكنية 2,774 وحدة بمتوسط كثافة قدره 324.1 لكل كيلومتر مربع (839.4/ميل2).
وتوزع التركيب العرقي للمدينة بنسبة 36.37% من البيض و62.26% من الأمريكيين الأفارقة و0.15% من الأمريكيين الأصليين و0.28% من الأمريكيين ذوي الأصول الآسيوية و0.03% من سكان جزر المحيط الهادئ و0.25% من الأعراق الأخرى و0.66% من عرقين مختلطين أو أكثر و0.83% من الهسبانيون أو اللاتينيون من أي عرق.
بلغ عدد الأسر 2,465 أسرة كانت نسبة 38.4% منها لديها أطفال تحت سن الثامنة عشر تعيش معهم، وبلغت نسبة الأزواج القاطنين مع بعضهم البعض 35.4% من أصل المجموع الكلي للأسر، ونسبة 26.4% من الأسر كان لديها معيلات من الإناث دون وجود شريك،  بينما كانت نسبة 4.7% من الأسر لديها معيلون من الذكور دون وجود شريكة وكانت نسبة 33.5% من غير العائلات. تألفت نسبة 29.5% من أصل جميع الأسر من عدة أفراد يعيشون في نفس المنزل ونسبة 11.4% كانت تتألف من شخص يعيش بمفرده يبلغ من العمر 65 عاماً أو أكثر. وبلغ متوسط حجم الأسرة المعيشية 2.60، أما متوسط حجم العائلات فبلغ 3.24.
بلغ العمر الوسطي للسكان 33.6 عاماً. وكانت نسبة 29.2% من القاطنين تحت سن الثامنة عشر، وكانت نسبة 9% بين الثامنة عشر والرابعة والعشرين عاماً، ونسبة 26.2% كانت واقعةً في الفئة العمرية ما بين الخامسة والعشرين والرابعة والأربعين عاماً، ونسبة 22.3% كانت ما بين الخامسة والأربعين والرابعة والستين، ونسبة 12.1% كانت ضمن فئة الخامسة والستين عاماً فما فوق. يوجد لكل 100 أنثى 85.9 ذكر، ويوجد لكل 100 أنثى في الثامنة عشر من عمرها فما فوق 77.3 ذكر.
بلغ متوسط دخل الأسرة في المدينة 27,518 دولارًا، أما متوسط دخل العائلة فبلغ 32,973 دولارًا. وكان متوسط دخل الذكور 27,321 دولارًا مقابل 20,802 دولارًا للإناث. وسجل دخل الفرد الخاص بالمدينة 13,386 دولارًا. وكانت نسبة 16.4% من العائلات ونسبة 19.4% من السكان تحت خط الفقر، وكان من هؤلاء نسبة 28.3% تحت سن الثامنة عشر ونسبة 13.6% في الخامسة والستين من العمر وما فوق.

### تعداد عام 2010
بلغ عدد سكان تشيستر 5,607 نسمة بحسب تعداد عام 2010، وبلغ عدد الأسر 2,172 أسرة وعدد العائلات 1,433 عائلة مقيمة في المدينة. في حين سجلت الكثافة السكانية 655 نسمة لكل كيلومتر مربع (1,696.4/ميل2). وبلغ عدد الوحدات السكنية 2,596 وحدة بمتوسط كثافة قدره 303.3 لكل كيلومتر مربع (785.5/ميل2).
وتوزع التركيب العرقي للمدينة بنسبة 31.85% من البيض و65.49% من الأمريكيين الأفارقة و0.27% من الأمريكيين الأصليين و0.20% من الأمريكيين ذوي الأصول الآسيوية و0.05% من سكان جزر المحيط الهادئ و0.45% من الأعراق الأخرى و1.69% من عرقين مختلطين أو أكثر و1.23% من الهسبانيون أو اللاتينيون من أي عرق.
بلغ عدد الأسر 2,172 أسرة كانت نسبة 35.7% منها لديها أطفال تحت سن الثامنة عشر تعيش معهم، وبلغت نسبة الأزواج القاطنين مع بعضهم البعض 28.3% من أصل المجموع الكلي للأسر، ونسبة 31.4% من الأسر كان لديها معيلات من الإناث دون وجود شريك،  بينما كانت نسبة 6.4% من الأسر لديها معيلون من الذكور دون وجود شريكة وكانت نسبة 34% من غير العائلات. تألفت نسبة 30.8% من أصل جميع الأسر من عدة أفراد يعيشون في نفس المنزل ونسبة 12.7% كانت تتألف من شخص يعيش بمفرده يبلغ من العمر 65 عاماً أو أكثر. وبلغ متوسط حجم الأسرة المعيشية 2.53، أما متوسط حجم العائلات فبلغ 3.14.
بلغ العمر الوسطي للسكان 36.4 عاماً. وكانت نسبة 27% من القاطنين تحت سن الثامنة عشر، وكانت نسبة 9.6% بين الثامنة عشر والرابعة والعشرين عاماً، ونسبة 23.7% كانت واقعةً في الفئة العمرية ما بين الخامسة والعشرين والرابعة والأربعين عاماً، ونسبة 26% كانت ما بين الخامسة والأربعين والرابعة والستين، ونسبة 13.6% كانت ضمن فئة الخامسة والستين عاماً فما فوق. وتوزع التركيب الجنسي للسكان بنسبة 47.9% ذكور و52.1% إناث.

## أعلام
- إد دورهام
- أنطونيو لاريل ديفيس
- جون ريتشارد ك. كينغ
- توني ستيوارت
- إليزابيث الكسندر
- روبرت دبليو هيمفيل